# Gustava Westerberg-Mæchel
Gustava Westerberg-Mæchel, född 15 mars 1754 i Stockholm, död 26 juni 1784 i Västervik, var en svensk etsare. 
Hon var dotter till godsägaren Nathanael Westerberg och Catharina Kjellmang och från 1777 gift med justitieborgmästaren Didrik Mæchel samt syster till Fredrika Westerberg-Altén. Hon studerade troligen gravyr för Jacob Gillberg och har efterlämnat några etsningar varav två ingår i Nationalmuseums samlingar. 